# Ridderorden in Uruguay
De Republiek Uruguay heeft na de onafhankelijkheid van Spanje meerdere ridderorden of orden van verdienste ingesteld.
- De Orde van de Republiek ten oosten van de Uruguay
- De Orde van Aeronautische Verdienste
- De Orde van Militaire Verdienste (Spaans: "Orden Militar al Mérito Tenientes de Ortigas")
- De Orde van Verdienste voor de Marine (Spaans: "Orden al Mérito Naval")